# Церемония открытия летних Олимпийских игр 2008
Церемония открытия XXIX Олимпийских игр современности состоялась на Пекинском национальном стадионе. Она началась 8 августа 2008 года в 8 часов вечера 8 минут 8 секунд (так как число 8 ассоциируется с достатком и уверенностью в Китае) по центральному китайскому времени (UTC+8).
Организаторами церемонии стали Чжан Имоу и Чжан Цзиган. На церемонии выступили английская певица Сара Брайтман и китайский певец Лю Хуань.
В начале церемонии открытия выступили 2008 музыкантов, играющих на фоу. В программе церемонии был задействован свиток рисовой бумаги размером 20*11 м, толщиной 20 мм и весом 800 кг. Церемонию открытия смотрели около 4 млрд человек по всему миру.

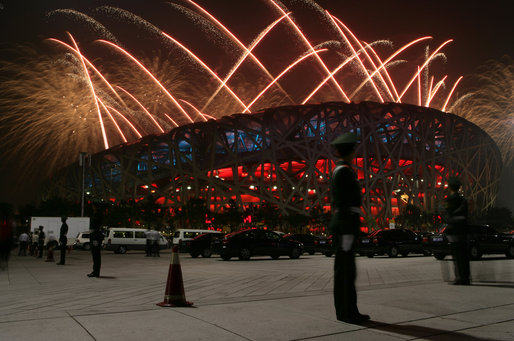

12 августа 2008 года организаторы игр сообщили, что некоторые моменты трансляции церемонии открытия были записаны заранее и не имели места в реальности, другие изначально были созданы в качестве 3-мерных компьютерных моделей.

## Оргкомитет
Сорежиссёрами церемоний открытия и закрытия организаторы пекинской олимпиады выбрали известных китайских режиссёров Чжан Имоу и Чжан Цзиган. В 2006 году Пекинский оркомитет пригласил в качестве специальных консультантов американского режиссёра Стивена Спилберга, Ива Пепина (главу французской развлекательной группы ECA2 и Рика Берча (режиссёра церемонии открытия Олимпийских игр в Сиднее). В феврале 2008 года Спилберг отказался от участия в знак протеста против продолжающейся поддержки Китаем правительства Судана в Дарфурском конфликте.

## Исполнители

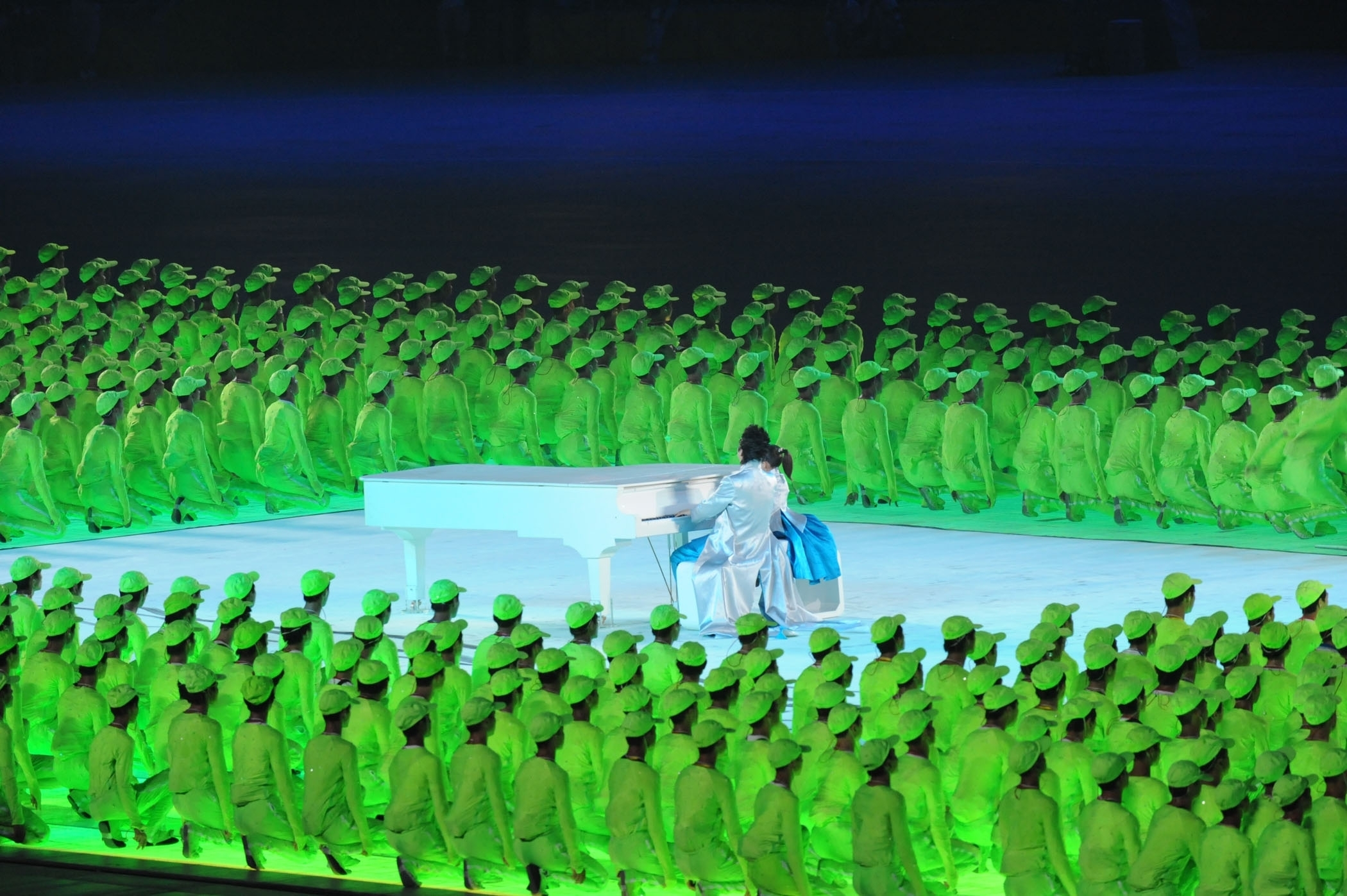

На церемонии выступали китайский пианист Лан Лан, британская сопрано Сара Брайтман и китайский певец Лю Хуань. Среди прочих исполнялась песня Джей Чоу из Тайваня.
Вначале предполагалось, что будет выступать Джилиан Чжун, но из-за скандала с откровенными фотографиями, режиссёр Чжан Имоу заменил её и другую гонконгскую звезду (не связанную с фотоинцидентом) китайской поп-группой A-One.
Также в церемонии приняла участие труппа из более сотни тайваньских аборигенов, упоминаемые Синьхуа как «этнические тайваньские соотечественники».

## Последовательность событий
- Короткая серия фейерверков.
- После того, как Ху Цзиньтао и Жак Рогге поприветствовали присутствующих, 2008 игроков на ударном национальном инструменте фоу[англ.] начали синхронизированное представление.

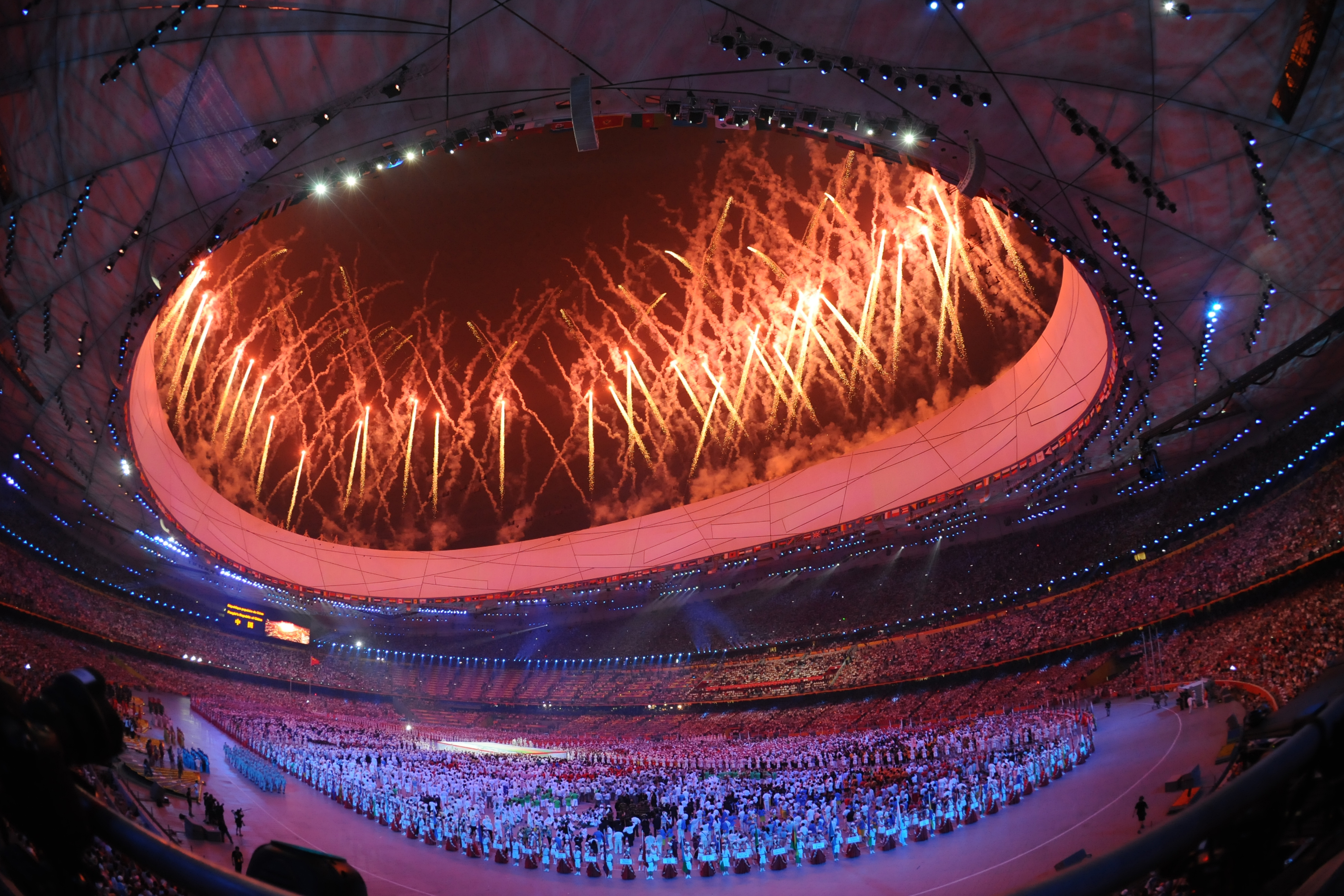
Фейерверки во время церемонии открытия

- Серия красных и оранжевых фейерверков, в виде 29 отпечатков ног, прошествовала вдоль дороги Жонгжу с юга на север Пекина к «птичьему гнезду» (это прозвище стадиона, на котором проходила церемония), символизируя историю олимпийских игр современности.
- Песня «Воспойте похвалу Родине[англ.]» (известная патриотическая китайская) и национальный гимн на китайском языке.
- Современный танец на раскрытом гигантском свитке, символизируя первое великое китайское изобретение: бумагу.
- Свиток превратился в гигантский наборный станок, каждая клавиша которого управляется отдельным актёром. Это послужило символом второго великого китайского открытия: печатного станка. Один за другим на нём появились три модификации иероглифа 和, означающего «гармония».
- Исполнители в ханьских одеждах, изображающие 3000 учеников Конфуция, декламирующих отрывки из Лунь Юй.
- Солдаты, одетые в старинные одежды, и пекинская опера; кукольное шоу.
- Танцовщица в танском наряде на прямоугольном постаменте, поддерживаемом сотнями людей.
- Процессия людей в голубых нарядах с вёслами в танце символизировала открытие морского Великого шёлкового пути. Этому способствовало третье китайское изобретение — компас.
- Выступление представителя юго-западной китайской культуры: арфа + опера. Символ музыки в Китае.
- Поднятие королевских драконов в воздух.
- Розовые и оранжевые фейерверки.
- Выступление пианиста Лан Лана, окружённого актёрами, одетыми в разноцветные люминесцентные костюмы.
- Процессия цветов и танцоров в костюмах, оснащённых управляемым электрическим освещением, символизирующая современный Китай.
- Голубь мира сформировался из светящихся актёров.
- Актёры в жёлтых костюмах сформировали символ стадиона, над которым летала девочка.
- Выступление 12 мастеров тай-цзи.
- Сценка со школьниками, поющими и рисующими на гигантском свитке. Поющая поэзия — символ «Зелёных Олимпийских игр» («в защиту мира»).

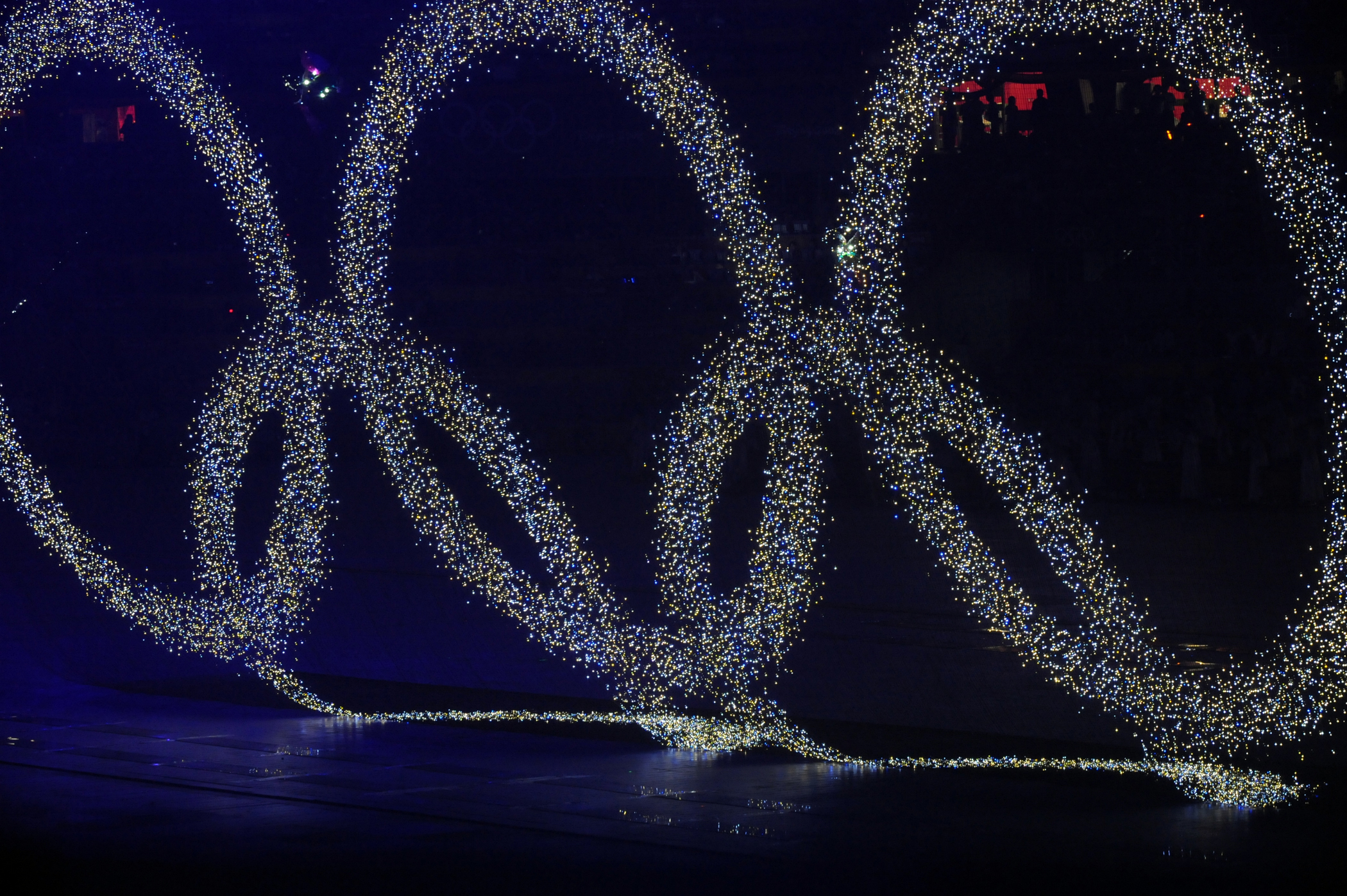

- Световая презентация ярко раскрашенных летящих птиц. Символ возрождения феникса.
- Космонавт — символ покорения космоса, прибывает на голубой шар Земли, который преобразился в китайский красный фонарик[англ.].
- Китайский певец Лю Хуан[англ.] и британская певица Сара Брайтман спели главную песню Олимпиады: «You and me».
- Сотни актёров подняли плакаты с лицами улыбающихся детей всех национальностей (фотографии реальных детей начали собирать за год до начала Олимпиады).
- Красные и оранжевые фейерверки.
- Танец 56 национальностей Китая.
- Шествие олимпийских сборных (порядок см. ниже).
- Основной фейерверк.
- Мэр Пекина Лю Ци и президент МОК Жак Рогге произнесли речи на английском, французском и китайском языках.
- Ху Цзиньтао официально открывает Олимпийские игры 2008.
- Олимпийский флаг принесли 8 китайских спортсменов (см. ниже), и он поднялся под пение олимпийского гимна.
- Песня, танец и жесты, символизирующие олимпийских голубей.
- Многократный китайский чемпион мира по настольному теннису произносит олимпийскую присягу от лица всех спортсменов.

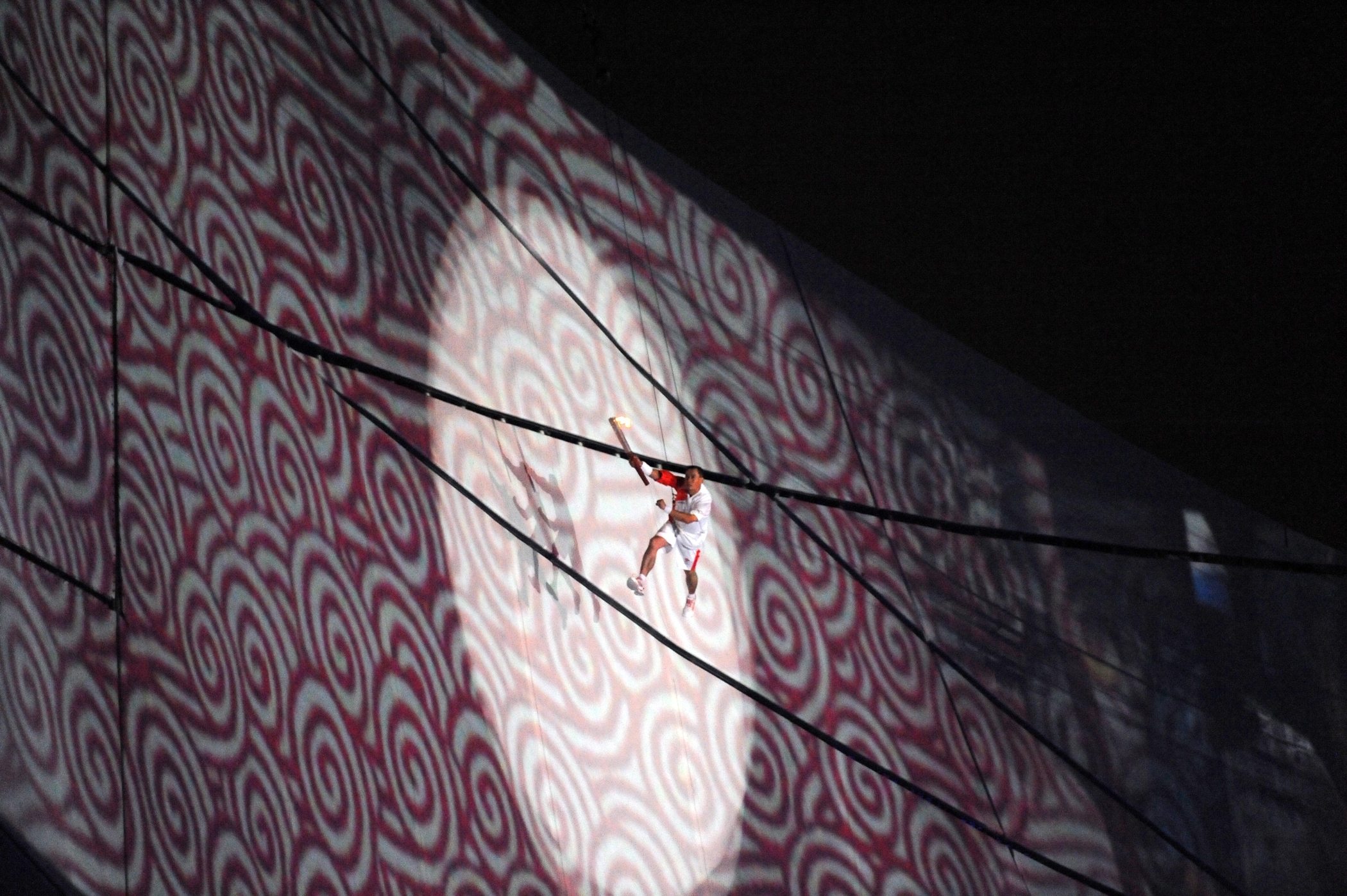
Ли Нин с Олимпийским факелом

- Китайские олимпийские чемпионы Сю Хайфэн, Гао Минь, Ли Сяошуан, Чжань Сюган, Чжан Цзюн, Чэнь Чжун, Су Цзиньфан и Ли Нин по цепочке передают олимпийский огонь. Последний, пролетев вокруг всего стадиона, по огненной цепочке зажигает основной факел.
- Череда основных фейерверков.
- Церемония окончилась в 0:09 9 августа по местному времени, что на 39 минут позже, чем планировалось.

## Парад наций

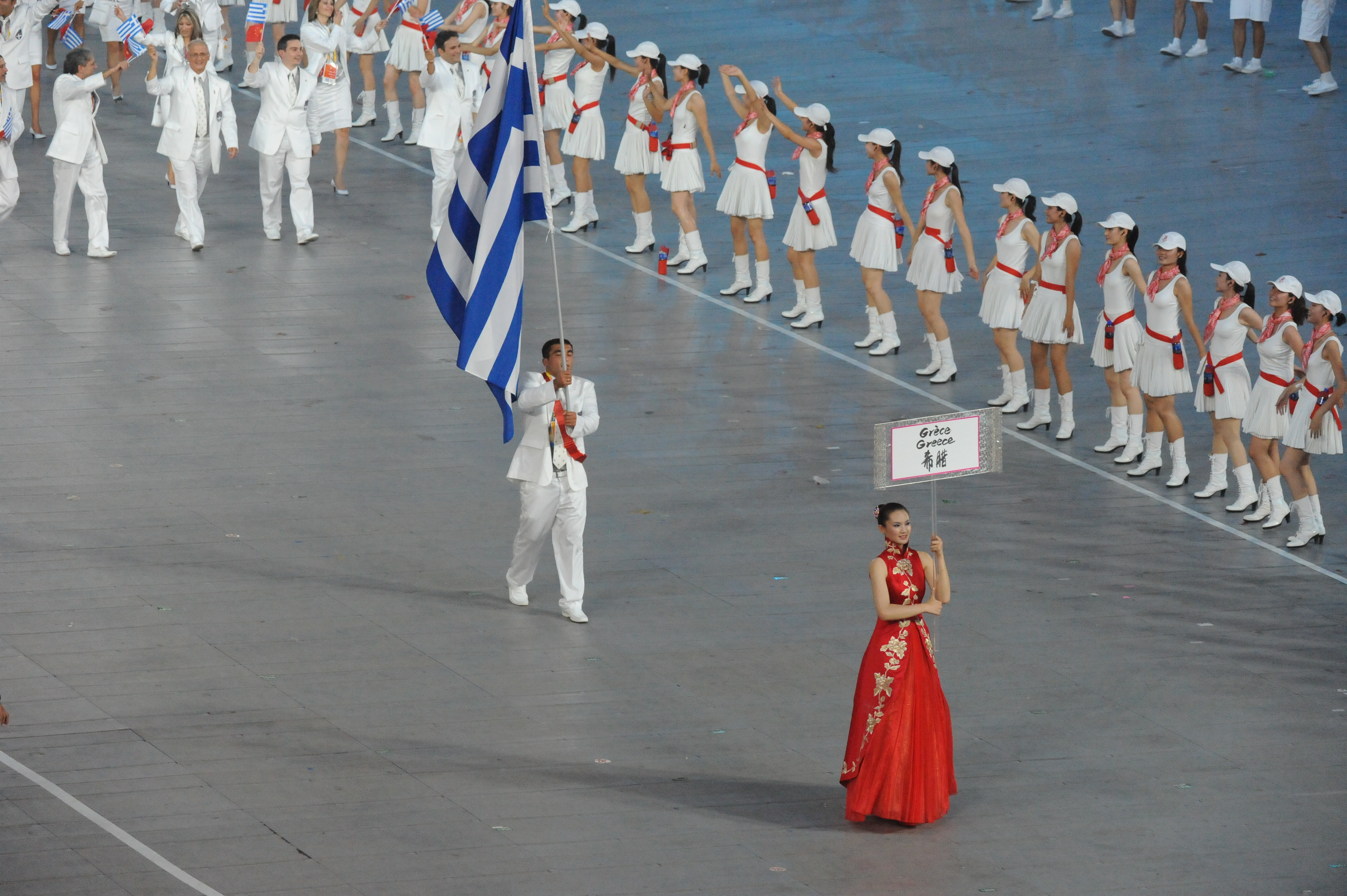
Греция по традиции выходит первой

В соответствии с Олимпийской конвенцией, национальная команда Греции выходит первой, а команда страны-хозяйки, в данном случае Китайской Народной Республики, последней. Порядок выхода других стран при этом может меняться в соответствии с алфавитом, используемому в принимающей стране. Поскольку латиница, кириллица и греческий алфавит имеют сходный порядок букв, то и порядок выхода стран до сих пор различался от раза к разу незначительно. Однако в китайской письменности буквы отсутствуют, и список стран был отсортирован в принятом в стандартных китайских словарях порядке — по количеству черт в первом из иероглифов, обозначающих название страны; если число черт в первых иероглифах одинаково, то учитывается количество во вторых и т. д. (см. Порядок написания черт в иероглифах). По этому принципу Гвинея (几内亚) шла первой после Греции, так как в её китайском названии первый иероглиф содержит всего две черты (几). Делегация Австралии (澳大利亚), почти всегда идущая одной из первых, в этот раз выходила 202-й, сразу перед Замбией (赞比亚), которая шествовала предпоследней, не считая Китая. Первые иероглифы (澳 и 赞) этих стран пишутся в 15 и 16 росчерков соответственно.

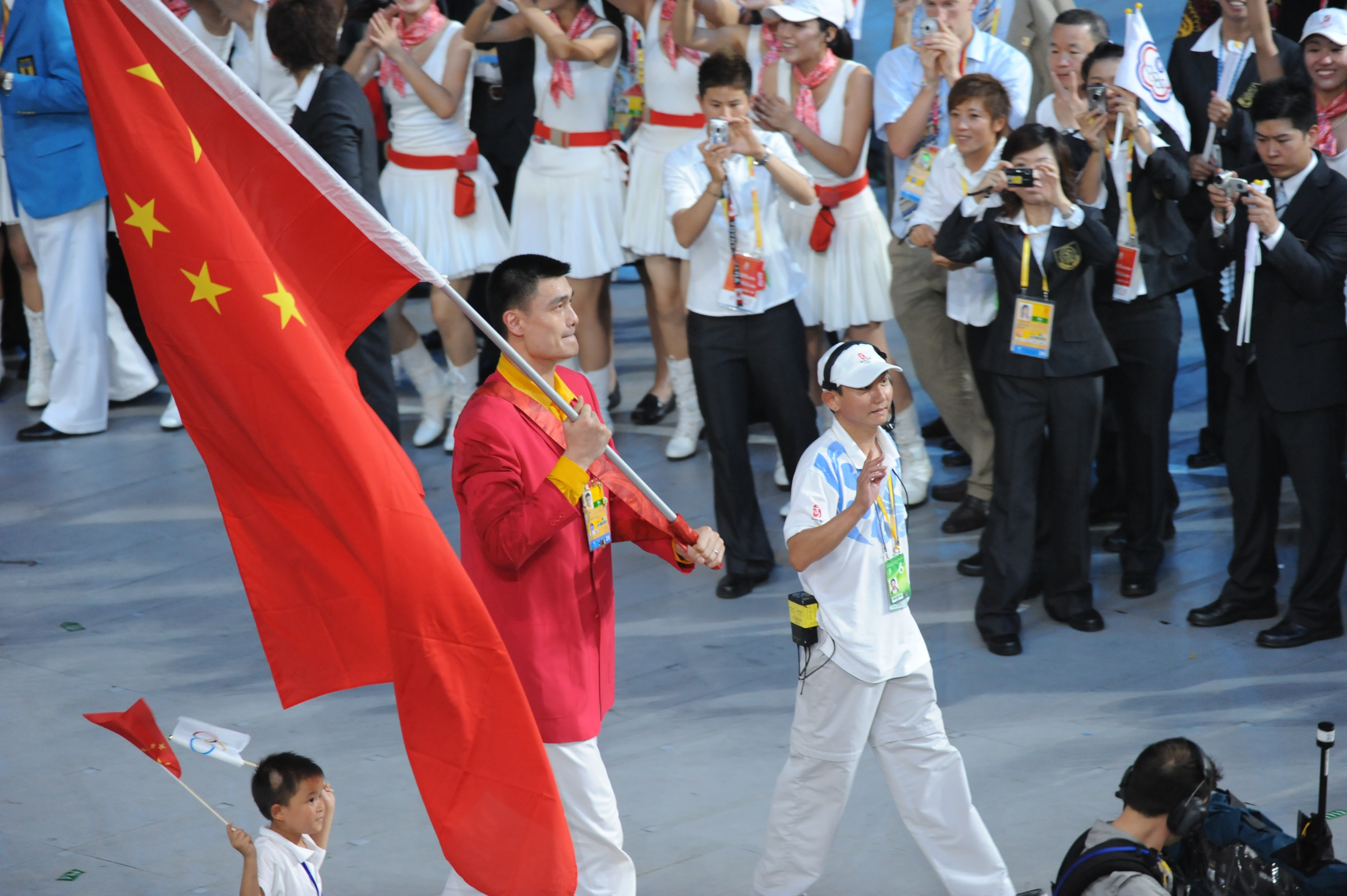
Яо Мин несёт флаг КНР

Во время церемонии ведущие зачитывали названия марширующих стран по-французски, по-английски и на стандартном китайском. Перед каждой командой шла девушка, держащая табличку с названиями на трёх языках, напечатанными в китайском каллиграфическом стиле. Китайские названия большинства государств были представлены в сокращенной форме: например, Босния и Герцеговина как «Бохэй» (波黑), а Саудовская Аравия как «Шатэ» (沙特). Исключение составляла Республика Македония, выступавшая под полным наименованием «Бывшая югославская республика Македонии» (前南斯拉夫马其顿共和国).
Публика тепло приветствовала делегации из китайскоговорящих регионов: Гонконга, Сингапура и Китайского Тайбэя (Тайваня), а также Пакистана. Овацией были встречены большие команды России, США, Австралии и Канады.
Корея так и не послала объединённой команды, и её спортсмены вышли отдельными командами Республики Корея (韩国) и Корейской Народно-Демократической Республики (朝鲜民主主义人民共和国). Частично эти названия были обусловлены различием в китайском языке, который называет две Кореи совершенно различными именами. Но есть также мнение, что Кореи не пожелали выходить друг за другом, и им было устроено такое различие. Для команды Китайского Тайбэя в результате компромисса было выбрано более нейтральное название Zhonghua Taibei (упрощённый китайский: 中华台北), вместо обычно предпочитаемого в Пекине Zhongguo Taibei (中国台北).
Бруней был исключён из участия незадолго до церемонии открытия, поскольку не зарегистрировал ни одного участника.

## Олимпийский флаг
Олимпийский флаг несли восемь китайских спортсменов:
- Ян Лин, двухкратный олимпийский чемпион по стрельбе (верхний край флага, первый слева);
- Му Сянсюн[кит.], плавание, трёхкратный рекордсмен мира в стометровке брассом (верхний край флага, второй слева);
- Чжан Селинь[кит.], трёхкратный чемпион мира по настольному теннису (верхний край флага, третий слева);
- Сюн Ни, олимпийский чемпион в прыжках в воду (верхний край флага, четвертый слева);
- Чжэн Фэнжун, первая китайская  рекордсменка мира в лёгкой атлетике (нижний край флага, первая слева);
- Ли Линвэй[кит.], 13-кратная чемпионка мира по бадминтону (нижний край флага, вторая слева);
- Пань До[кит.], китайская спортсменка, первая женщина, покорившая Джомолунгму с Северной стороны (нижний край флага, третья слева);
- Ян Ян, шорт-трек, первая китайская олимпийская чемпионка на зимних Олимпиадах (нижний край флага, четвёртая слева).

## Кольцевой экран
Кольцевой экран, использованный на церемонии открытия Игр, имеет размеры 14 на 492 метра и является самым большим из когда-либо использованных в представлениях. Формированием изображения на экране занимаются 63 видеопроектора Christie CP2000-ZX под управлением кластера медиасерверов Axon. В качестве операционной системы используется доработанный Windows XP Embedded с установленными NET Framework 2.0, DirectX и DirectShow. Во время церемонии открытия на одном из экранов показался синий экран смерти с ошибкой Windows.

## Бойкот
Идея бойкота церемонии открытия муссировалась в СМИ и обсуждалась рядом глав государств, однако в итоге официального протеста не произошло. В частности, президент Франции Николя Саркози говорил, что он возможно бойкотирует в протест против плохого отношения к тибетским сепаратистам, но 4 июля 2008 он объявил, что этого не будет. Джордж Буш за день до этого, а также премьер-министр Японии Ясуо Фукуда, Австралии Кевин Радд и президент Филиппин Глория Арройо объявили, что будут присутствовать. Лидеры нескольких других стран, включая Эстонию, Польшу, Австрию и Чехию заявили, что они бойкотируют церемонию открытия. Другие, включая премьер-министра Канады Стивена Харпера, чья страна примет следующие зимние Олимпийские игры в Ванкувере и премьер-министра Великобритании Гордона Брауна, чья страна будет хозяйкой следующих летних Олимпийских игр в Лондоне объявили, что они не посетят открытие игр, но это решение не связано с политикой и не имеют целью бойкотировать игры.

### Присутствующие главы государств
Ожидалось, что на церемонии будет присутствовать более 80 глав государств — больше, чем в Афинах. Список реально присутствовавших официальных лиц:
1. Афганистан — Хамид Карзай
2. Албания — Сали Бериша
3. Алжир — Абдельазиз Бутефлика
4. Ангола — Сантуш, Жозе Эдуарду душ
5. Армения — Саргсян, Серж Азатович
6. Австралия — Кевин Рад с женой
7. Азербайджан — Ильхам Алиев с женой Мехрибан Алиевой
8. Бангладеш — Муин У Ахмед[англ.]
9. Бельгия — Филипп, герцог Брабантский (наследный принц Бельгии)
10. Беларусь — Лукашенко, Александр Григорьевич
11. Бразилия — Лула да Силва, Луис Инасиу
12. Болгария — Пырванов, Георгий
13. Бурунди — Нкурунзиза, Пьер
14. Камбоджа — Нородом Сиамони
15. Канада — Давид Эмерсон[англ.] и Гордон Кампбелл[англ.]
16. Чад — Юсуф Салех Аббас
17. Китай — Ху Цзиньтао, Цзян Цзэминь, Политбюро КНР целиком
18. Китайский Тайбэй — У Босюн, Лянь Чжань
19. ДР Конго — Жозеф Кабила
20. Острова Кука — сэр Фредерик Гудвин
21. Хорватия — Степан Месич
22. Кипр — Димитрис Христофиас
23. Дания — Фредерик и Мэри
24. Фиджи — Фрэнк Мбаинимарама
25. Финляндия — Матти Ванханен
26. Франция — Николя Саркози и его сын Луи, Бернар Акуэр
27. Габон — Бонго Ондимба, Омар
28. Гана — Джон Куфуор
29. Греция — Дора Бакоянни и Михаэль Ляпис
30. Гонконг — Дональд Цанг и Джон Цзэн[англ.]
31. Венгрия — Пал Шмит
32. Индия — Соня Ганди и её сын Рахул Ганди
33. Ирландия — Мартин Куллен[англ.]
34. Израиль — Шимон Перес
35. Испания — Фелипе, принц Астурийский и Летисия, принцесса Астурийская, Мигель Анхель Моратинос
36. Италия — Франко Фраттини
37. Япония — Ясуо Фукуда
38. Казахстан — Нурсултан Назарбаев с женой Сарой Назарбаевой
39. КНДР — Ким Ён Нам
40. Республика Корея — Ли Мён Бак
41. Латвия — Валдис Затлерс
42. Лаос — Чуммали Саясон
43. Люксембург — Анри (великий герцог Люксембурга) и его жена Мария Тереза (великая герцогиня Люксембурга)
44. Мадагаскар — Марк Раваломанана
45. Мали — Амаду Тумани Туре
46. Маврикий — Анируд Джагнот
47. Малайзия — Мизан Зайнал Абидин и его жена Нур Захира[англ.]
48. Микронезия — Мори, Иммануил
49. Монако — Альбер II (князь Монако) и Шарлен Уитсток[англ.]
50. Монголия — Намбарын Энхбаяр
51. Черногория — Филип Буянович и его жена Светлана
52. Мозамбик — Арманду Гебуза
53. Мьянма — Тейн Сейн
54. Нидерланды — Виллем-Александр, принц Оранский, Максима (принцесса Нидерландов) и Ян-Петер Балкененде
55. Новая Зеландия — Ананд Сатьянанд
56. Норвегия — Харальд V и Соня (королева Норвегии)
57. Пакистан — Юсуф Реза Гилани
58. Филиппины — Глория Макапагал Арройо
59. Румыния — Траян Бэсеску
60. Россия — Владимир Путин (премьер-министр)
61. Самоа — Туфуга Эфи
62. Сан-Марино — Роза Дзафферани и Федерико Педини Амати
63. Сербия — Борис Тадич и Вук Еремич
64. Сингапур — Ли Куан Ю
65. Словакия — Иван Гашпарович
66. Словения — Милан Зверь[англ.]
67. Шри-Ланка — Махинда Раджапаксе и жена Ширанти
68. Швеция — Йон Фредрик Рейнфельдт
69. Швейцария — Паскаль Кушпен
70. Таиланд — Принцесса Маха Чакри Сириндхорн и Самак Сундаравей
71. Восточный Тимор — Жозе Рамуш-Орта
72. Великобритания — Принцесса Анна
73. США — Джордж Буш-младший и Лора Буш, Джордж Буш-старший, Генри Киссинджер
74. Узбекистан — Ислам Каримов
75. Вануату — Калкот Матаскелекеле
76. Вьетнам — Нгуен Минь Чиет

## Утечка сведений о репетициях

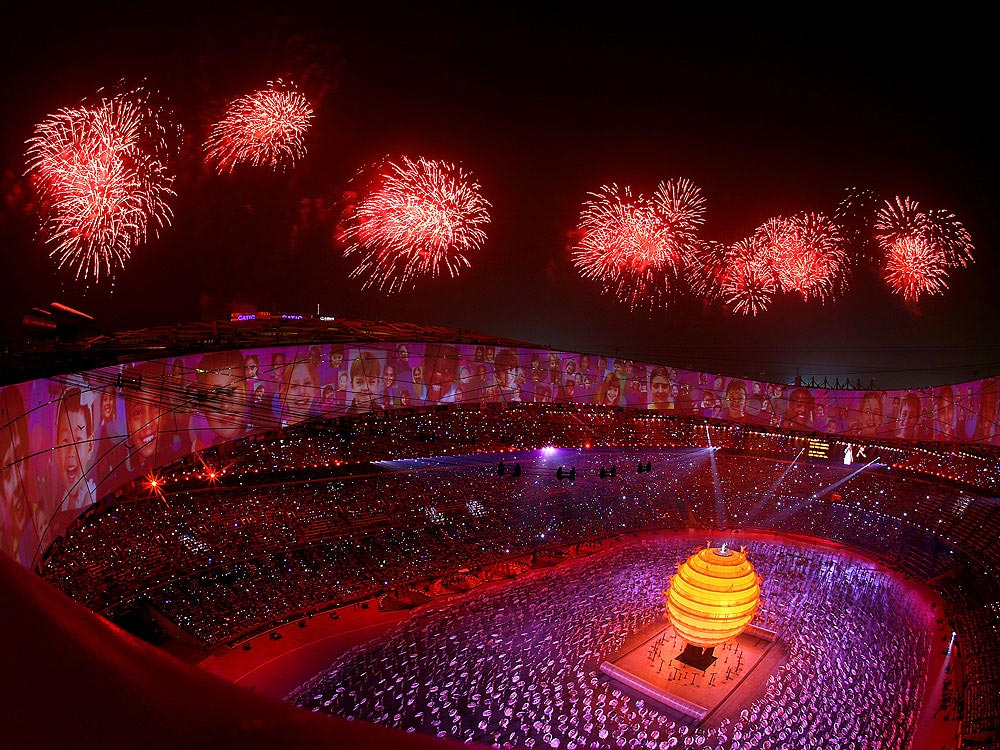
Слева на фотографии (на крыше) виден спрятанный на период церемонии открытия факел олимпийского огня

Южнокорейская Сеульская система широковещания (SBS) показала часть репетиций церемонии открытия во время фотогонки за секретами, невзирая на запрет оргкомитета. Видео было опубликовано на YouTube 30 июля 2008, но вскоре после этого было удалено. Однако несколько других видео были опубликованы другими пользователями. Официальное лицо оргкомитета объявило, что будет проведено расследование по незаконной съёмке. Из-за этого инцидента, 6 августа 2008, МОК запретило SBS вносить камеры на стадион во время церемонии открытия.